# آرتیفکت پذیرفتاری مغناطیسی

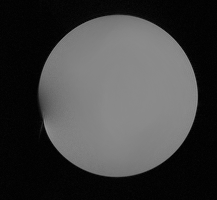
یک تصویر از یک فانتوم. آرتیفکت پذیرفتاری مغناطیسی در سمت چپ تصویر قابل مشاهده است.

آرتیفکت پذیرفتاری مغناطیسی یا درستنمای پذیرفتاری مغناطیسی (به انگلیسی: Magnetic susceptibility artifact) نوعی آرتیفکت در ام آر آی است.
این درستنماها با طولانی‌تر شده زمان اکو و با ردیف تصویرسازی گرادیان اکو تشدید می‌شوند.

## دلایل
این آرتیفکت را بویژه در مرزهای اعضایی از بدن که پذیرفتاری مغناطیسی متفاوتی دارند (مثل مثلاً سطوح مشترک بین بافت و هوا، یا بافت و چربی) می‌توان مشاهده کرد. اکثر بافتهای بدن دیامغناطیس هستند (و لذا میدان مغناطیسی را در اطراف خود کاهش می‌دهند)، و لیکن برخی تولیدات بدن در خون پارامغناطیس هستند (و لذا میدان مغناطیسی را در اطراف خود افزایش می‌دهند).

## آثار
اجسام فرومغناطیس همانند آهن، نیکل، و کوبالت میدان مغناطیسی را در اطراف خود بشدت افزایش می‌دهند. تغییرات در پذیرفتاری مغناطیسی باعث اعوجاج در میدان گشته و باعث تغییراتی در زمان استراحت اسپین-اسپین و زمان استراحت اسپین-لاتیس می‌گردند.

## راه‌های کمینه سازی
این آرتیفکت را غالباً با استفاده از روشهای تصویربرداری که دارای حساسیت کمتری هستند (همانند ردیف تصویرسازی اسپین اکو و اسپین اکو سریع) می‌توان کاهش داد. و البته بایستی هرگونه اجسام فرومغناطیس را (همانند گیره موی سر و ریمل مژه وابرو) را نیز از دستگاه و محیط اسکن دور نگاه داشت.